# Vyšná Boca
Vyšná Boca je obec na Slovensku v okrese Liptovský Mikuláš, v Nízkých Tatrách. První písemná zmínka o obci pochází z roku 1470. 

## Poloha
Horská obec se nachází v jižní části horního Liptova, v horní části Bocianské doliny, na styku Ďumbierských Tater a Kráľovohoľských Tater. Obcí protéká říčka Boca, vedle které vede silnice I/72, spojující Liptov s Horním Pohroním přes horské sedlo Čertovica. Vesnice je vzdálená od hlavního města Bratislavy 273 km, krajského města Žiliny 117 km a okresního města Liptovský Mikuláš 29,3 km, sousedí s osmi obcemi: Bacúch, Brezno, Jarabá, Polomka, Liptovská Porúbka, Liptovský Ján, Nižná Boca a Malužiná.

## Pamětihodnosti
V obci je pobočka Liptovského muzea, slovenská národní kulturní památka „Banícky dom Vyšná Boca“ a klasicistní evangelický kostel z 18. století 

## Turistika
Spolu s Nižnou Bocou je významným turistickým střediskem Nízkých Tater. Obec je charakteristická množstvím rekreačních chat a chalup a díky dostupnosti nízkotatranských hřebene je vhodným výchozím místem horské turistiky. Přímo na okraji obce se nacházejí lyžařské vleky a tratě.

### Značené stezky
- Po  značce Starobocianskou dolinou do Bocianského sedla (1506 m n. m.)
  - Možnost pokračovat přes Králický ke Chatě gen. M. R. Štefánika
- Po  značce z Bocianské sedla na hlavní hřeben do Kumštového sedla nebo na Rovnou holi (1722,9 m n. m.)
- Po  značce do Bacúšskeho sedla (1319 m n. m.) na hlavním hřebeni